# Джерми, Пьетро
Пьетро Джерми (итал. Pietro Germi; 14 сентября 1914, Генуя—5 декабря 1974, Рим) — итальянский кинорежиссёр, сценарист, актёр и продюсер, один из ведущих мастеров послевоенной комедии по-итальянски.

## Биография
Родился 14 сентября 1914 года в Генуе.
В 1931 году поступил в мореходное училище, на 3-м курсе плавал по Средиземному морю. Затем учился в Риме на актёра, затем на режиссёра в эксперимент-киноцентре, работал ассистентом у режиссёра Алессандро Блазетти в фильме «Кулисы» и др.
Свой первый фильм «Свидетель» снял в 1946 году и сразу получил «Серебряную ленту». Следующие фильмы снимал на минимальный бюджет в стиле документального неореализма вне студий на натуре с актерами-любителями.
Исполнял главные роли в своих фильмах: «Машинист» (Ferroviere, 1956, премия на МКФ с Сан-Себастьяне); «Бесхарактерный мужчина» (Uomo di paglia, 1958), «Проклятая путаница» (Un maledetto imbroglio, 1959).
Играл актером у режиссёров Дамиано Дамиани, Мауро Болоньини, Мартина Ритта и др.
В 1960-х снял сатирическую трилогию на мораль и нравы итальянцев: «Развод по-итальянски» (Divorzio all’italiana, 1961) получил «Оскар» за сценарий и премия МКФ в Каннах; «Соблазненная и покинутая» (Sedotta e abbandonata, 1964), «Дамы и господа» (Signore & signori, 1966), на свой сценарий и свои деньги получил приз МКФ в Каннах.
Фильм «Серафино» (Serafino, 1968) получил Главный МКФ в Москве.
С начала 1970-х снимал фильмы разных жанров.
5 декабря 1974 скончался от цирроза печени в Риме.

## Фильмография

### Режиссёр
- 1945 — Свидетель / Il testimone
- 1947 — Утраченная молодость / Gioventù perduta
- 1948 — Под небом Сицилии / In nome della legge
- 1950 — Дорога надежды / Il cammino della speranza
- 1951 — Город защищается / La città si difende
- 1952 — Президентша / La presidentessa
- 1952 — Разбойник с Такка дель Лупо / Il brigante di Tacca del Lupo
- 1953 — Ревность / Gelosia
- 1953 — Любовь в середине века / Amori di mezzo secolo
- 1956 — Машинист / Il Ferroviere (главный приз Сан-Себастьянского кинофестиваля)
- 1957 — Бесхарактерный мужчина / L’uomo di paglia
- 1959 — Проклятая путаница / Un maledetto imbroglio
- 1961 — Развод по-итальянски / Divorzio all’italiana
- 1963 — Соблазнённая и покинутая / Sedotta e abbandonata
- 1965 — Дамы и господа / Signore & signori
- 1966 — Аморальный / L’immorale
- 1968 — Серафино / Serafino
- 1970 — Каштаны хорошие / Le castagne sono buone
- 1972 — Альфредо, Альфредо / Alfredo, Alfredo
- 1975 — Мои друзья / Amici Miei

### Сценарист
- 1941 — Песня любви / L’amore canta
- 1945 — Свидетель / Il testimone (и сюжет)
- 1947 — Утраченная молодость / Gioventù perduta (и сюжет)
- 1948 — Под небом Сицилии / In nome della legge
- 1950 — Дорога надежды / Il cammino della speranza (рассказ)
- 1951 — Город защищается / La città si difende
- 1952 — Разбойник с Такка дель Люпо / Il brigante di Tacca del Lupo
- 1953 — Ревность / Gelosia
- 1956 — Машинист / Il Ferroviere
- 1957 — Бесхарактерный мужчина / L’uomo di paglia (и рассказ)
- 1959 — Проклятая путаница / Un maledetto imbroglio
- 1961 — Развод по-итальянски / Divorzio all’italiana (и сюжет)
- 1963 — Соблазнённая и покинутая / Sedotta e abbandonata (и сюжет)
- 1965 — Дамы и господа / Signore & signori (рассказ)
- 1966 — Аморальный / L’immorale
- 1968 — Серафино / Serafino (и сюжет)
- 1970 — Каштаны хорошие / Le castagne sono buone
- 1972 — Альфредо, Альфредо / Alfredo, Alfredo (и сюжет)
- 1975 — Мои друзья / Amici Miei

### Продюсер
- 1965 — Дамы и господа / Signore & signori
- 1966 — Аморальный / L’immorale
- 1968 — Серафино / Serafino

## Награды
- 1963 — премия «Оскар» за лучший сценарий фильма «Развод по-итальянски»
- 1966 — Большой приз МКФ в Канне за фильм «Дамы и господа»